# Carinhanha (rivier)
De Carinhanha is een rivier in het oosten van Brazilië en ontspringt in Nationaal park Grande Sertão Veredas. Vrijwel vanaf haar oorsprong vormt de rivier de grens tussen de deelstaten Bahia en Minas Gerais. Ze heeft een lengte van ongeveer 450 kilometer.
De rivier mondt bij de plaats Carinhanha uit in de São Francisco. Een andere plaats aan de rivier is Juvenília.
- Virtual International Authority File: 315131490